# Hong Taiji
Hong Taiji (28 november 1592 - 21 september 1643) was vanaf 1626  de Khan van het kanaat van de Latere Jin, dat zijn vader Nurhaci in 1616 had uitgeroepen. Beiden  waren afkomstig uit de clan van de Aisin Gioro, een van de vele clans van de Jurchen. In 1636 hernoemde Hong Taiji zijn dynastie als de Qing-dynastie. Hij was  zelf de eerste keizer daarvan. Hij gaf zijn onderdanen de naam Mantsjoes. Nurhaci had acht zonen waarvan er nog vier bij zijn overlijden in leven waren. Hong Taiji wist in de machtsstrijd na het overlijden van Nurhaci de meeste steun te mobiliseren en werd als opvolger benoemd.

## Omvang van het rijk
In 1621 had zijn vader ook het meest zuidelijke deel van Mantsjoerije, de huidige Chinese provincie Liaoning, veroverd op de Ming-dynastie. Na 1621 stagneerde echter het veroveringsproces. In 1634 wist Hong Taiji wel de Chahar-Mongolen te onderwerpen. Hij verkreeg daarmee ook het officiële zegel van de oude Yuan-dynastie dat Ligdan Khan leider van de Chahar en laatste keizer van de Noordelijke Yuan-dynastie in zijn bezit had. Het gebied dat nu globaal het huidige Binnen-Mongolië is werd aan zijn rijk toegevoegd.
Vanaf dat moment wordt de connectie met de oude Mongoolse Yuan-dynastie die over heel China had geregeerd belangrijker dan de connectie met de oude Jurchen van de  Jin-dynastie die tussen 1115 en 1260 het noorden van China hadden beheerst. Hong Taiji claimt vanaf dat moment ook het Hemels Mandaat en de titel Zoon van de Hemel. In 1636 viel hij Korea binnen en wist het gebied van de Joseondynastie die aan de Ming tribuutplichtig was tot een protectoraat te maken. In de zomer van 1642 wist een leger van de Mantsjoes door de Chinese Muur te breken en plunderde ruim een half jaar het noorden van China. In mei 1643 trok dat leger zich terug met buit en gevangenen zonder dat het een militaire confrontatie van enige betekenis had gehad met een leger van de Ming.
In de hedendaagse geschiedschrijving wordt de verovering van China meer aan de ernstig verzwakte positie van de Ming-dynastie toegeschreven dan aan de op dat moment bestaande kracht van de Mantsjoes.

## Identiteit
In 1635 formuleerde Hong Taiji dat zijn onderdanen voortaan de Mantsjoes genoemd zouden moeten worden.
Onze gurun had oorspronkelijk de namen Manju, Hada, Ula, Yehe en Ula. Vroeger noemden onwetende personen ons wel jusen. De term jusen refereert aan de Sibo en Chaomergan-barbaren en heeft niets te doen met onze gurun.
Onze gurun heeft de Manju in het leven geroepen. Zijn bewind is lang en over vele generaties overgedragen. Daarom zal onze gurun nu Manju genoemd worden en niet met de vorige vernederende naam.
Gurun kan in het Mantsjoe staat, stam, volk of hof betekenen afhankelijk van context en omstandigheden. In de meest recente geschiedschrijving wordt betoogd, dat Hong Taiji om strikt politieke redenen een identiteit trachtte te creëren die hij de naam Mantsjoe gaf. Dit om de vele vaak heel verschillende stamgebonden identiteiten van de stammen van de Jurchen maar ook andere noordoostelijke stammen te vervangen. Van die nieuwe identiteit konden ook Mongolen en Han-Chinezen deel uitmaken.
In 1636 hernoemde Hong Taiji de naam van zijn dynastie en gaf die de naam Qing of helder. Hij formuleerde bij die naamswijziging een breuk met de continuïteit.  
De Ming stamt niet af van de Song en ik ben geen afstammeling van de Jin; de tijden zijn veranderd.

## Opbouw van de bureaucratie
In de laatste jaren van regeerperiode had Nurhaci een kanselarij gecreëerd. Een belangrijke motivatie daarvoor was het meer centraliseren van de macht en het beperken van de macht van de aristocratie van de Jurchen. Hong Taiji zette die tendens voort en trachtte een meer autocratisch bewind te vestigen. De kanselarij werd in omvang vergroot. Er kwamen meerdere raadgevende en bestuurlijke bureaucratische organen, die alleen aan Hong Taiji verantwoording hoefden af te leggen. Hong Taiji brak met de notie van een meer collectief bestuur die in de aanvang van de periode van Nurhaci nog aanwezig was. Nieuw veroverd gebied werd niet meer verdeeld onder de aristocratie of de commandanten van het vendelsysteem, maar kwam onder rechtstreeks  bestuur van Hong Taiji dan wel van door hem benoemde organen.
De organen van de bureaucratie werden in toenemende mate bevolkt door Han-Chinezen en Mongolen . Hong Taiji was gevoelig voor het advies van nieuwe Chinese adviseurs en ging daarmee in tegen de opvattingen van een aanzienlijk deel van de elite van Mantsjoes. Met name de Chinese adviseurs raadden hem een steeds verdergaande centralisatie van de macht aan. Daarnaast adviseerden zij een zekere soepelheid in het omgaan met de belangen van Chinezen in veroverde gebieden, omdat uitvoering van andere opvattingen naar hun opvatting alleen meer sociale onrust zou creëren.
Hong Taiji overleed in 1643, het jaar vóór de inname van Peking en de vestiging van de Mantsjoe-staat in China. Na zijn dood ontstonden er grote  problemen ten aanzien van zijn opvolging. Van 1643 tot 1669, het jaar waarin Kangxi (1654 -1722) zelf het land ging besturen, waren er zes regentschappen en daarmee verbonden facties die de staat leidden. Met uitzondering van het persoonlijke bewind van Shunzhi van 1653 tot 1661 waren dat allemaal facties die gedomineerd werden door commandanten uit het vendelsysteem en die heel verschillende en botsende opvattingen hadden inzake de acceptatie van Chinese wijzen van besturen en de incorporatie van Han-Chinezen op de hoogste posten.  